# Under the Mountain
Under The Mountain ist ein neuseeländischer Film aus dem Jahre 2009, basierend auf dem Roman von Maurice Gee. Regie führte Jonathan King. Die Spezialeffekte des Fantasy-Thrillers stammen von Weta Workshop. 1982 war der Stoff bereits als achtteilige Fernsehserie unter der Regie von Chris Bailey verfilmt worden. 

## Handlung
Die Zwillinge Rachel und Theo müssen nach dem Tod ihrer Mutter zu Verwandten nach Auckland reisen. Zu Beginn scheint – bis auf einige Erdbeben – alles normal. Am darauffolgenden Tag zeigt der Sohn der Verwandten den Zwillingen die Region und die Vulkane. Außerdem lernt Theo den später wichtigen Mr. Jones kennen. Rachel entdeckt derweil das Haus am See, welches verwuchert und heruntergekommen am Lake Pupuke steht. Die darin lebenden Männer, die sich die Wilberforces nennen, verhalten sich Rachel gegenüber sehr merkwürdig. Später wird klar, das die Wilberforces Wesen sind, die die Zwillinge töten wollen. Die Gründe sind noch unbekannt. Am nächsten Tag unterhalten sich Theo und Mr. Jones. Derweil wird Rachel von einem Wilberforce fast ergewürgt. Es wird klar, das Mr. Jones ebenfalls anders ist. Er versucht, die Wilberforces mithilfe von Zwillingen zu vernichten. „Nur Zwllinge haben die Gabe, die Wilberforces mithilfe von Feuersteinen zu vernichten. Sie müssen beide gleichzeitig in den Krater von Rangitoto werfen“, so Jones. Die Zwillinge schaffen es letztendlich, die Wilberforces zu vernichten. Mr. Jones kommt dabei um.

## Kritik
„"Under the Mountain" ist ein Film ohne richtige Höhepunkte. Die Schauspieler sind uninspiriert oder schlichtweg überfordert, die Effekte sind gelungen und die Story kann nicht so recht fesseln. Für ein junges Publikum ein wenig zu düster, für ein älteres Publikum einfach zu generisch, eignet sich „Under the Mountain“ bestenfalls für einen ereignisarmen Sonntagnachmittag, ohne jemals richtig überzeugen zu können. Wertung: 4,5 von 10“